# Tabanus birdiei
Tabanus birdiei är en tvåvingeart som beskrevs av Whitney 1914. Tabanus birdiei ingår i släktet Tabanus och familjen bromsar. Inga underarter finns listade i Catalogue of Life.